# Vestvolden

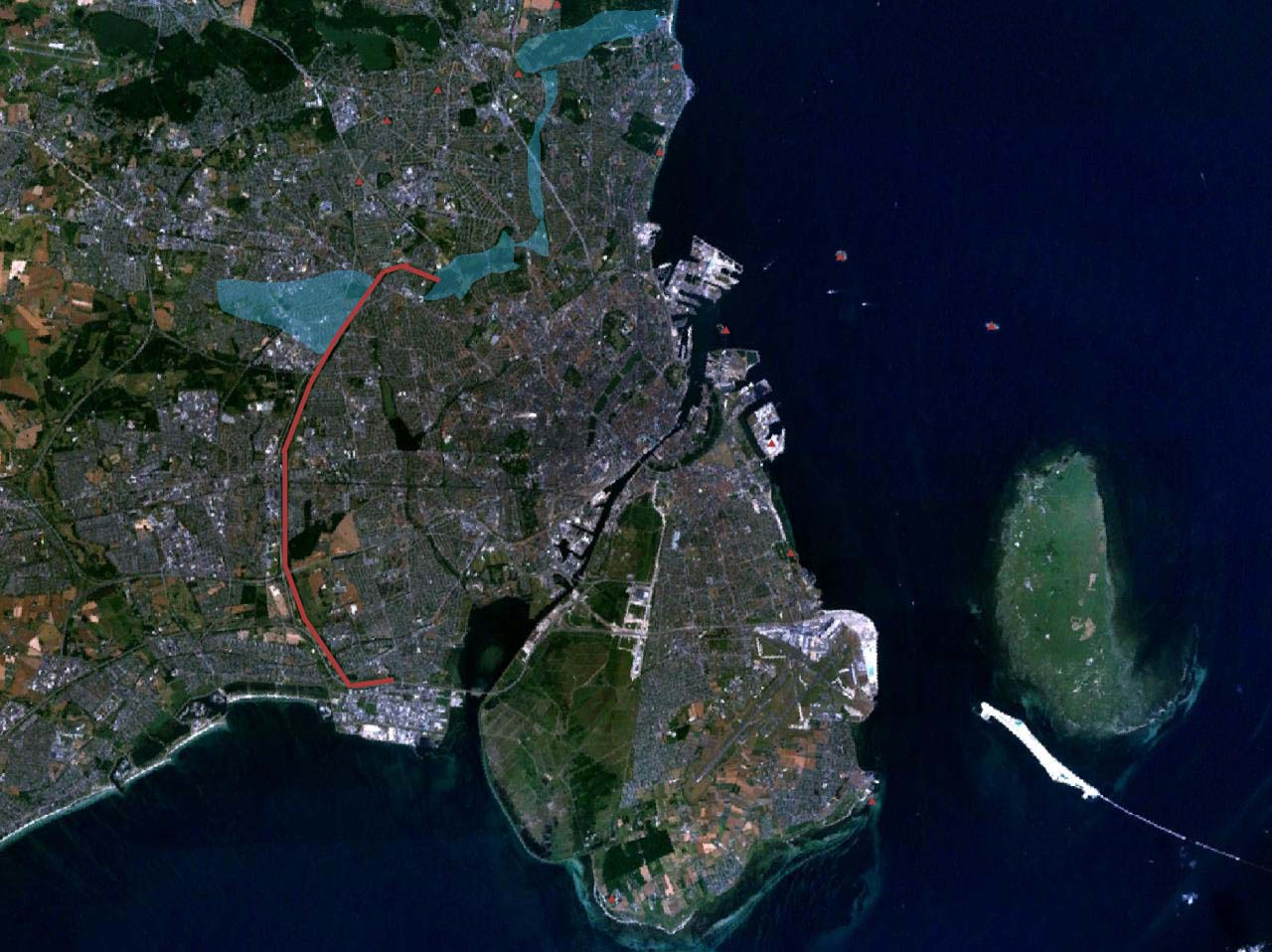
Vestvolden samt fort och batterier med rött. Översvämmade områden med blått.

Vestvolden (ursprungliga namnetVestenceinten och husumenceinten) var en del av Köpenhamns befästning. Vestvolden byggdes 1888 -1892 som ett cirka 13 kilometer långt befästningsverk 9 km väster om Köpenhamns centrum. Befästningen sträcker sig från Köge bukt i söder till Utterslevs mosse i norr. Dess sträckning går genom flera kommuner: Köpenhamns kommun, Brøndby kommun, Rødovre kommun och Hvidovre kommun.
Vestvolden är konstruerad med ett revolutionerande system som försågs med flankerande bunkrar. Detta system utvecklades av den danske överstelöjtnant E.J Sommerfeld som hämtade sin inspirationen från Belgien, egentligen Henri Alexis Brialmont (befästningar Antwerpen, Liège och Namur). Systemet är också känt internationellt som Sommerfeldtske eller den Danska fronten. De tidiga Vestenceinten och Husumenceinten utgjorde tillsammans med de nordligaste land- och sjöforten med dess Artilleribatterier Köpenhamns tidigare befästningsverk. Vestvolden var en för sin tid imponerande befästning med vallgravar, skansar, bunkrar med underjordiska gångar. Bakom vallen fanns en serie av artilleripjäser som förvarades i magasin under fredstid. Ursprungligen fanns även en järnväg bakom vallen utmed sträckningen för att förra fram utrustning, samt även de rörliga artilleripjäser som var ägnade att förstärka olika platser efter behov utefter vallen. Vestvolden var ett av Danmarks största anläggningsföretag historiskt sett fram till byggandet av Stora Bält.
Den nyare artilleriteknik som utvecklades under första världskriget innebar att västvolden förlorade sin militära betydelse och blev nedlagd 1920. Befästning byggdes ytterligare ut 1915-1918 från försvarsställningen i och med Tunelinjen mellan Köge bukt och Roskilde Fjord, eftersom modernare artilleri fick längre räckvidd och kunde nå till Köpenhamn utom räckvidden för Västvoldens artilleripjäser. Vestvoldens vallar var bemannade under hela första världskriget, under tiden utfördes många förstärkningsarbeten, till exempel byggdes flera ammunitionsmagasin och betongbunkrar. Platser byggdes för skyttar som skulle täcka de delar av vallgraven som bunkrarna inte kunde täcka. Utefter Vestvolden drogs kilometervis med taggtråd, samt vid bunkrar och på vallgravarnas batardeauer.

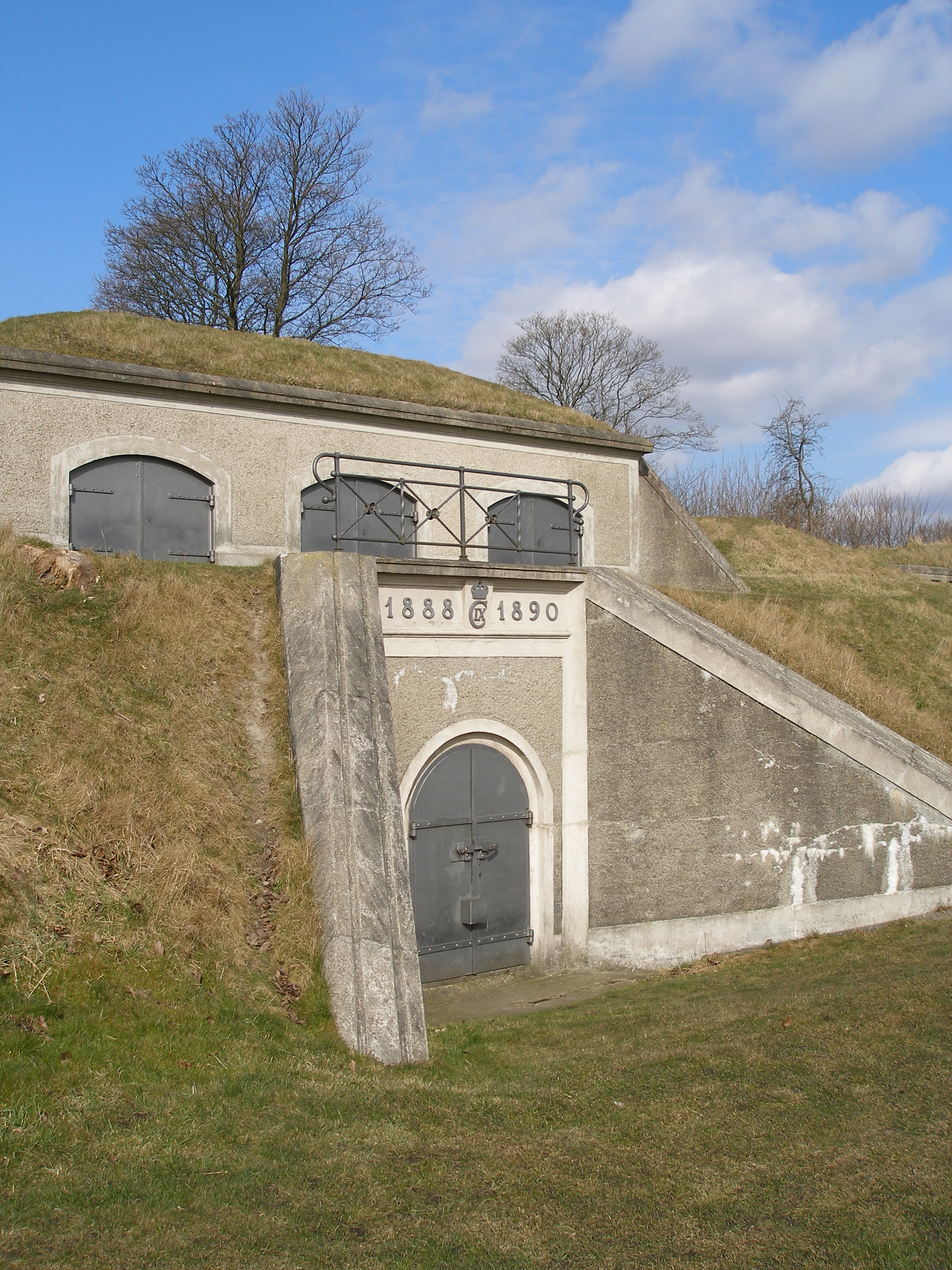
Bunker vid Vestvolden
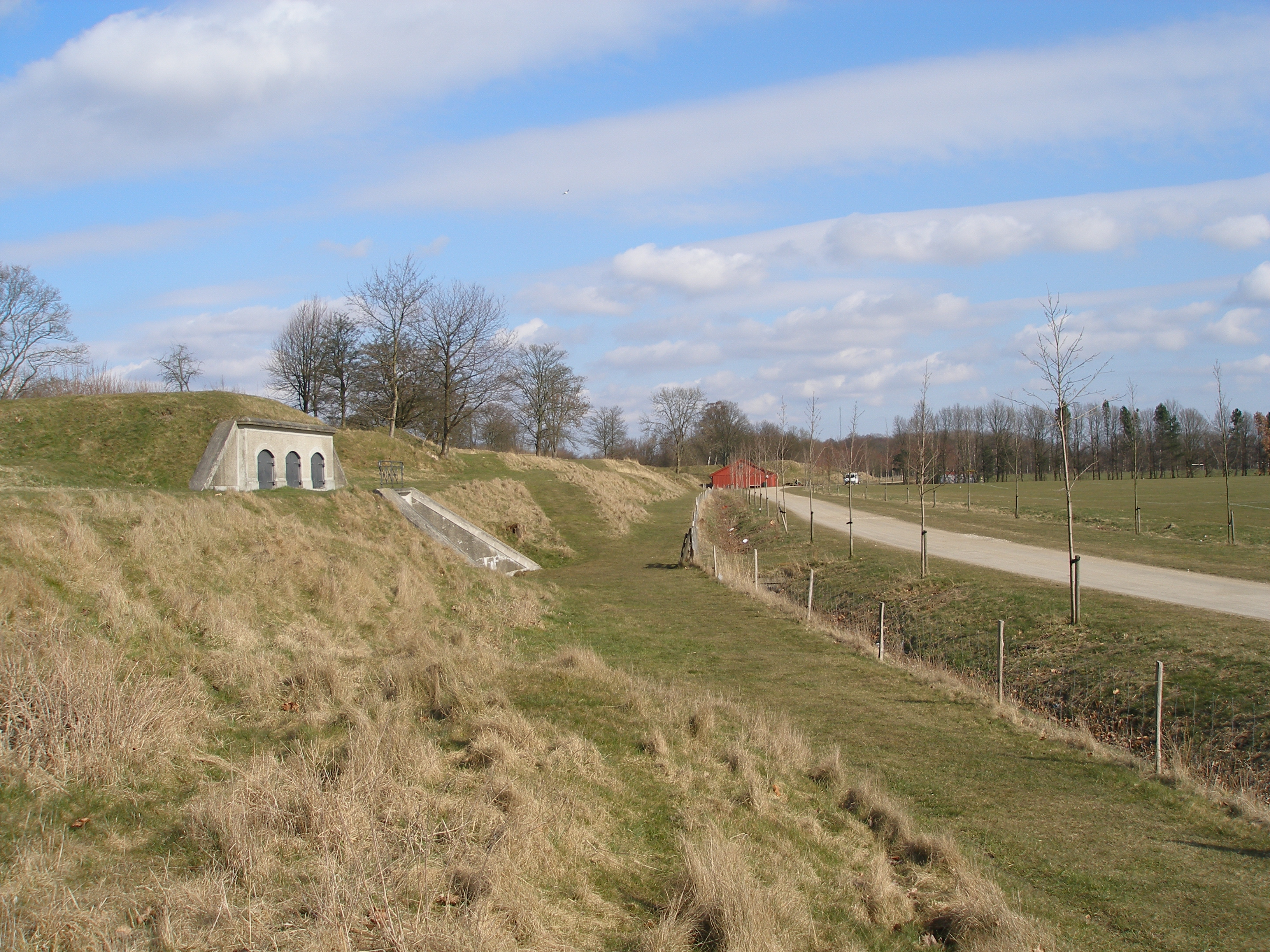
Vestvolden vid Rødovre
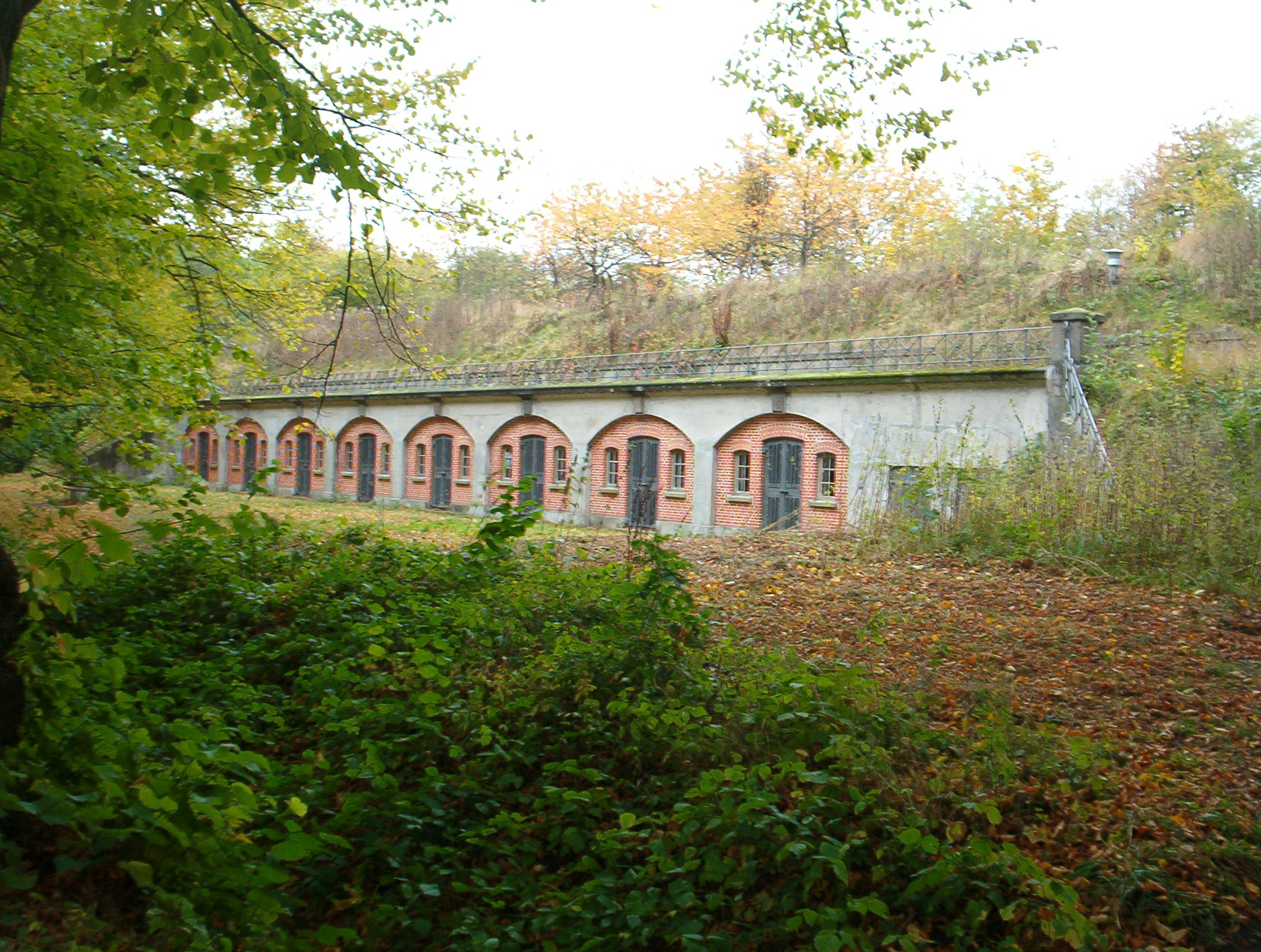
Ett fredskrutmagasin byggt 1903
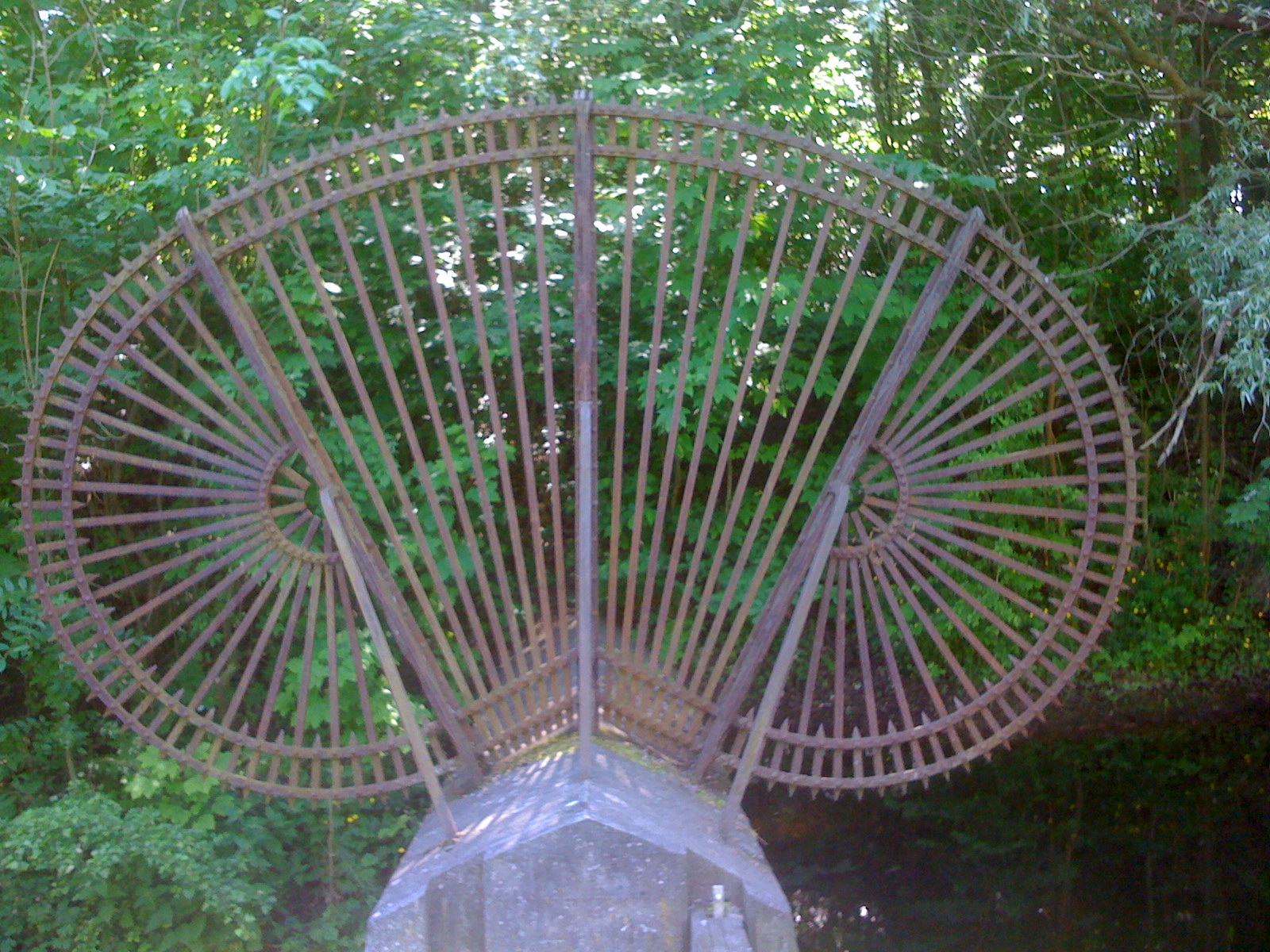
Galler på en Batardeau